# Arjonilla

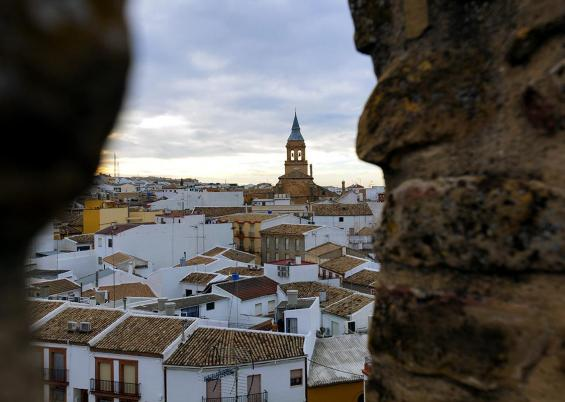
Arjonilla

Arjonilla is een gemeente in de Spaanse provincie Jaén in de regio Andalusië met een oppervlakte van 43 km². Arjonilla telt 3.695 inwoners (1 januari 2016).